# Serdar Dursun
Serdar Dursun (* 19. Oktober 1991 in Hamburg) ist ein türkisch-deutscher Fußballspieler. Er steht seit Januar 2025 bei Persepolis FC unter Vertrag und ist seit Oktober 2021 A-Nationalspieler.

## Karriere

### Vereine
Dursun durchlief zunächst die Jugendmannschaften der Hamburger Vereine FTSV Lorbeer Rothenburgsort, SC Vorwärts-Wacker 04 und SC Concordia. 2008 wurde er von den Talentspähern von Hannover 96 entdeckt und für deren Jugendabteilung verpflichtet. Nach zwei Jahren rückte er 2010 in den Kader der zweiten Mannschaft auf, entwickelte sich fortan zum Stammspieler und bestritt 27 Punktspiele.
Im Juni 2011 verließ er Hannover 96 und wechselte im Juli 2011 zum türkischen Erstligisten Eskişehirspor. Er kam für deren Zweitmannschaft (Eskişehirspor A2) zum Einsatz und am Saisonende in einem Punktspiel in der Finalrunde der Süper Lig auch für die erste Mannschaft. Somit zu seinem Profidebüt in der ersten Profimannschaft. Für die Rückrunde der Saison 2012/13 wurde er an den Zweitligisten Şanlıurfaspor ausgeliehen. Als er hier nicht über vier Punktspiele hinauskam in der Erstmannschaft wurde Dursun für die Saison 2013/14 erneut an einen Zweitligisten ausgeliehen, diesmal zum ägäisischen Verein Denizlispor. Im August 2014 wechselte er zum Drittligisten Fatih Karagümrük SK nach Istanbul und für diese absolvierte er zwei Spielzeiten.
Nachdem er im Probetraining überzeugt hatte, verpflichtete ihn der deutsche Zweitligist SpVgg Greuther Fürth zur Saison 2016/17 und stattete ihn mit einem Einjahresvertrag bis zum Juni 2017 aus. Im März 2017 wurde sein Vertrag vorzeitig bis Sommer 2019 verlängert. Dursun war zu diesem Zeitpunkt in der laufenden Saison mit acht Ligatreffern der beste Torschütze der Mannschaft.
Zur Saison 2018/19 wechselte Dursun zum Ligakonkurrenten SV Darmstadt 98. Dort unterschrieb er Anfang August 2018 einen Dreijahresvertrag bis Juni 2021. Sein Debüt für die Lilien gab er vier Tage später am 5. August 2018 gegen den SC Paderborn 07 und schoss dabei auch das einzige Tor im gesamten Spiel. Damit wurde er laut dem Kicker-Sportmagazin zum „Spieler des Spiels“. In seinem ersten Jahr kam er unter dem Cheftrainer Dirk Schuster und dessen Nachfolgern Kai Peter Schmitz (interim) und Dimitrios Grammozis zu 33 Ligaeinsätzen und diese alle von Beginn an, in denen er elf Tore erzielte. Auch in der Saison 2019/20 war Dursun unter Grammozis Stammspieler und erzielte in 34 Ligaeinsätzen 16 Tore. Zur Saison 2020/21 übernahm Markus Anfang die Mannschaft unter ihm verbesserte er erneut seine Torausbeute. Am vorletzten Spieltag der Saison 2020/21 schoss Dursun beim 5:1-Heimsieg über den 1. FC Heidenheim vier Tore. Davon drei in der zweiten Halbzeit und erreichte damit einen lupenreinen Hattrick (54., 59. und 83. Minute). Mit diesen Toren zog er am mehrfachen Torschützenkönig und -Konkurrenten Simon Terodde vorbei. Am Saisonende hatte Dursun 27 Tore in 33 Ligaspieleinsätzen erzielt und wurde damit Zweitligatorschützenkönig. Für die 27 Tore benötigte er 100 Torschüsse und hatte damit eine Trefferquote von 27 %, darüber hinaus hatte er einen Anteil von 42,9 % an den 63 Ligatoren der Darmstädter in der abgelaufenen Saison. Dies war Ligabestwert und bildete mit seinem Mannschaftskollegen Tobias Kempe das torerfolgreichste Offensiv-Duo der 2.-Bundesliga-Saison. Mit der Mannschaft erreichte er in der 2. Bundesliga Platz 7.
Nach Vertragsende kehrte Dursun zur Saison 2021/22 zurück in die Türkei und schloss sich ablösefrei dem Erstligisten Fenerbahçe Istanbul an. Ein Transfer im vergangenen September 2020 zum Fenerbahçe scheiterte noch an der Ablöseforderung. Er unterschrieb Mitte Juni 2021 bei den Gelb-Dunkelblauen einen Dreijahresvertrag mit der Option auf ein weiteres Jahr.
Im August 2023 kehrte er zum Fatih Karagümrük SK zurück. Bereits im Februar 2024 kehrte er bis zum Ende der Saison 2023/24 zu Fenerbahçe zurück. Zur Saison 2024/25 wechselte Dursun fest zu Alanyaspor, wo er einen Vertrag bis 2026 unterschrieb.
Im Januar 2025 wechselte er in den Iran, zu Persepolis FC.

### Nationalmannschaft
Im März 2021 erklärte der Deutschtürke Dursun, für die Nationalmannschaft des TFF spielen zu wollen. Dazu äußerte sich der Nationaltrainer Şenol Güneş, er würde ihn als Neuling nicht für die Europameisterschaft 2021 berücksichtigen. Für eine Nominierung käme er erst nach dem Europameisterschaftsturnier in Frage. Bei der Europameisterschaft 2021 schied die Türkei als schlechteste Mannschaft mit null Punkten bereits in der Gruppenphase aus. Nach einer 6:1-Niederlage gegen die Niederlande wurde Güneş entlassen und der deutsche U21-Nationalmannschaftstrainer Stefan Kuntz übernahm die türkische Mannschaft. Dieser nominierte in seinen ersten Kader Serdar Dursun zum ersten Mal für die A-Nationalmannschaft. Er bestritt bis zum 25. September 2022 zehn Länderspiele, in denen er sieben Tore schoss.

## Erfolge
- Türkischer Pokalsieger: 2023 (Fenerbahçe Istanbul)
- Torschützenkönig der 2. Fußball-Bundesliga: 2021

## Spielstil
Dursun ist ein 1,90 m großer Angreifer. Er ähnelt vom Charakter her Zlatan Ibrahimović, aufgrund seines selbstbewussten Auftretens als Mittelstürmer und Zopfträger. Dafür erhielt er während seiner ersten Zeit in der Türkei den Spitznamen „Zlatan“. Ibrahimović bezeichnete ihn später deswegen als eine „Kopie“, damit erhielt Dursun in den Medien den Spitznamen „Zlatan-Kopie“.

## Familie
Dursun kam 1991 als Sohn türkischer Gastarbeiter in Hamburg zur Welt. Sein jüngerer Bruder (* 2001) ist ebenfalls Fußballspieler. Er ist verheiratet und hat mit seiner Frau seit dem 2. August 2021 einen Sohn.